# Double Dragon (película)
Double Dragon es una película de acción estadounidense basada libremente en la serie de videojuegos Double Dragon. Fue dirigida por James Yukich y protagonizada por Mark Dacascos y Scott Wolf como los hermanos Jimmy y Billy Lee, junto con Alyssa Milano como Marian Delario y Robert Patrick como el antagonista Koga Shuko. La película se desarrolla en la ciudad de Los Ángeles en 2007 en un entorno posapocalíptico.

## Argumento
Koga Shuko, un señor del crimen y hombre de negocios, explica a sus subordinados acerca de un poderoso medallón mágico llamado el Double Dragon, que se ha dividido en dos partes. Se hace con una de las mitades y ordena a sus esbirros que encuentren la otra. Los hermanos adolescentes Billy y Jimmy Lee, junto a su tutora Satori, se dirigen hacia su casa después de un toque de queda en toda la ciudad a causa de un torneo de artes marciales. En su camino, son abordados por los miembros de la pandilla, que gobiernan las calles por la noche debido a un pacto desigual hecho con el departamento de policía para poder evitar que dicha pandilla ejecute crimines durante el día. Ellos escapan gracias a la ayuda del Cuerpo de Energía, un grupo de vigilantes dirigido por su amiga Marian, hija del jefe de policía. Desafortunadamente, Abobo, un líder de la banda, descubre que Satori posee la segunda mitad del medallón e informa de esto a Shuko. Por su fracaso en la misión, Abobo es transformado en un gigante jorobado. 
Una vez que llegan a casa, Satori les explica a Billy y Jimmy sobre el poder del Double Dragon y cómo su mitad debe ser protegida y le entrega a Billy su mitad del medallón. Shuko, con sus secuaces, se dirige en búsqueda de los hermanos Lee con la intención de tomar por la fuerza la otra mitad. Él revela la capacidad de su medallón, que tiene el poder del alma, lo que le da al portador el poder de la posesión sobre el cuerpo de los demás y una forma de sombra. Con el poder de su medallón se apodera temporalmente del cuerpo de Satori. Billy y Jimmy son vencidos por Abobo mientras Shuko rocía con gasolina todo el lugar y le prende fuego. Satori finalmente se sacrifica para que los hermanos pueden escapar con su mitad del medallón. 
Al no poder encontrar a los hermanos por su cuenta, Shuko le paga a las bandas para que los encuentren. Billy y Jimmy, obligados a escapar, piden refugiarse en el Cuerpo de Energía. Marian se compromete a ayudarlos, usando esta ocasión como una oportunidad para deshacerse de las bandas de una vez por todas. Los tres deciden ir al edificio en las oficinas de Shuko para intentar robarle el medallón. Desgraciadamente fracasan y se ven obligados a huir, pero Jimmy es capturado durante la fuga. Billy y Marian, de regreso a la base del Cuerpo de Energía, se lamentan sobre cómo ninguno de ellos ha sido capaz de encontrar la manera de usar su pedazo del medallón. Marian descubre que la persona que lleva el medallón es inmune a los poderes de su contraparte, es decir, Shuko no sería capaz de controlar a Billy. De repente, las pandillas atacan el escondite. En la batalla, Jimmy vuelve a aparecer. Billy está contento, pero Jimmy simplemente está siendo controlado por Shuko mientras trata de golpear a su hermano en una pelea. Billy activa accidentalmente la capacidad de su medallón, que es el poder del cuerpo, lo cual lo hace invulnerable al daño. Descubriendo esto, Shuko amenaza con matar a Jimmy. Al no lograr matarlo, libera a Jimmy de su posesión y durante ese breve momento de distracción de Billy, Shuko aprovecha para robar la otra mitad del medallón.
Shuko une las dos mitades y se convierte en un par de Guerreros de las Sombras con katanas que desintegran todo lo que cortan. Los hermanos Lee pelean, pero no pueden vencerlo. Abobo, que previamente había sido apresado, decide ayudarlos, revelando a Marian que la debilidad de Shuko es la luz. Marian reactiva el generador de la guarida y los guerreros de las sombras pierden su poder. Billy y Jimmy atacan a las sombras de Shuko combinando sus fuerzas y, una vez que activan las dos piezas del Double Dragon, les son otorgados uniformes como los del juego y los poderes del medallón, y ven brevemente una visión del espíritu de Satori transmitiéndoles palabras de aliento. Durante este tiempo, el padre de Marian aparece con la intención de llevar ante la justicia a Shuko y acabar con las bandas de una vez por todas. Jimmy obliga a Shuko a escribir un cheque para el departamento de policía por 129 millones de dólares antes de ser arrestado. Shuko es enviado a la cárcel, mientras el departamento de policía ha renovado la fuerza para luchar contra las pandillas en lugar de comprometerse con ellos. Billy y Jimmy, ahora con el medallón completo, lo ponen a salvo.

## Reparto
- Scott Wolf es Billy Lee.
- Mark Dacascos es Jimmy Lee.
- Alyssa Milano es Marian Delario.
- Robert Patrick es Koga Shuko/Victor Guisman.
- Julia Nickson es Satori Imada.
- Leon Russom es el jefe Delario.
- Kristina Wagner es Linda Lash.
- Nils Allen Stewart es Bo Abobo.
- Henry Kingi es la mutación de Bo Abobo.
- George Hamilton: Presentador de noticias de TV

## Recepción
La película no fue bien recibida por la crítica ni por la audiencia. Una reseña de The Washington Post se refirió a la cinta como «torpe y mal interpretada». Reviewbiquity le dio a la película una estrella de cuatro posibles, afirmando que «no dejaría satisfecho ni al más ferviente de los fanáticos de la saga». En Rotten Tomatoes cuenta con apenas un 8% de comentarios positivos. El consenso del sitio afirma: «Su acertado uso de los efectos especiales no puede enmascarar el soso argumento y los flojos diálogos», lo que la convierte en una de las adaptaciones de videojuegos con más baja calificación en la plataforma.
En 2009, la revista Time incluyó a Double Dragon en su lista de las diez peores películas basadas en videojuegos.